# 卢克·沃顿
卢克·西奧多·沃顿（英語：Luke Theodore Walton，1980年3月28日— ），美国NBA職業前籃球員、目前擔任克里夫兰骑士助理教練，司职小前鋒或大前鋒。他是前、名人堂成員比尔·沃顿（Bill Walton）的儿子。

## 早期生活
路克·禾頓是老沃顿的第四子，他遺傳了父親出色的籃球天賦，是現今少數以「頭腦」打球的NBA球員之一。
禾頓出身於籃球名校亞利桑那大學，他完成了四年大學課程後才投身NBA

## NBA生涯

### 早期
禾頓於2003年的第二輪第3位被湖人隊選上，當年的湖人隊試圖衛冕四連霸失敗，隨即於夏天簽下卡爾·馬龍 (Karl Malone) 和 （Gary Payton）兩位準名人堂球星，加上原有的班底里克·福克斯（Rick Fox）、霍里斯·格蘭特（Horace Grant）、（Devean George）、 (Bryon Russell) 等前鋒球員，使禾頓當年的上場時間只有大約10分鐘。然而其出色的籃球智商，讓總教練（Phil Jackson）刮目相看，他的出場時間甚至比同梯新秀（Brian Cook）更多。
2004年，湖人重奪總冠軍的夢想破滅後，由前休斯顿火箭队主教练接任，禾頓亦逐漸受到重用。然而湖人隊該年未能打入季後賽，各界除質疑領袖的領導能力之外，亦有批評其他隊友支援不足的聲音，其中也包括禾頓，主要是質疑他的球風較軟，以其6呎8吋的身高、卻只有232磅的身型，未能為湖人隊的禁區攻守提供穩定的貢獻。

### 三角戰術的關鍵人物
2005年，傑克森教練重返洛杉磯，雖然仍受到重用，但卻陷入「撞牆期」，並曾經試過因自信心不足而導致球隊輸球。幸而禾頓最終找回自信，並於季末發揮出色，協助球隊打入季後賽。
2006年，禾頓延續前一季季末的出色表現，不但個人數據全面升，更逐漸成為湖人隊三角戰術中的關鍵人物。禾頓於季初曾一度成為聯盟三分球命中率最高的球員，亦成功串連湖人隊的進攻火力，讓球隊的進攻更流暢。後來由於扭傷腳踝被迫缺陣，球隊的戰績亦急速下墜，可見其在球隊的重要性絕不下於同梯狀元與同隊的 (Lamar Odom)。
也獲得兩枚冠軍戒指。

### 擔任教練
2014年7月，華頓與金州勇士達成協議，成為新任勇士主帥科爾的助理教練。
2015年10月2日，勇士球團宣布，動背部手術的總教練史蒂夫·科尔得休息一段時日，因此這段期間將由首席助理教練華頓暫時代理教頭職務。華頓代掌兵符這段期間，勇士開季打出一波驚人連勝、39勝4負，然而單月最佳教練居然按照規則記在的科尔頭上。儘管科尔本人表示十分荒謬，但華頓的執教功力也獲得外界矚目，包括湖人、火箭、尼克等隊都把他列入觀望名單，勇士也決定在擊敗火箭晉級準決賽後，放手讓華頓去其他球團面試。
2016年4月29日，湖人隊宣布沃顿接任總教練，双方签下的是一份为期5年总价值2500万美元的合同。ESPN头牌记者马克·斯坦恩跟进报道，这份5年合同的前4年具有保障，平均年薪（算上奖金）5-600万美元。
2018-19賽季，儘管本季有巨星勒布朗·詹姆斯加盟，湖人隊仍為進入季後賽掙扎，沃顿的能力也遭到質疑。在nba教練圈裏流傳著，沃顿將會在這季後，幾乎確定會被裁掉。
湖人跟沃顿分道揚鑣。
4月14日讯 据The Athletic记者Sam Amick报道，消息人士透露，卢克·沃顿已经与国王达成一致，成为球队新任主教练。根据消息人士透露，沃顿与国王敲定的合同为4年，将在2022-23赛季结束后到期，这与国王总经理迪瓦茨的合同年限是一致的。
國王新總管麥克乃爾（Monte McNair）在接受採訪時透露，不會針對教練團進行重整，這也代表著華頓下個賽季將會繼續擔任國王總教練。
2021年11月21日，開季薩克拉門托國王隊以6勝11敗開局後解雇了沃頓。
2022年5月31日，骑士与沃顿达成协议成为助理教练。

## 主教练战绩
| 隊伍 | 年份    | 常規賽 | 常規賽 | 常規賽 | 常規賽 | 常規賽           | 季後賽 |
| 隊伍 | 年份    | 比賽   | 勝     | 負     | 勝率   | 排名             | 季後賽 |
| ---- | ------- | ------ | ------ | ------ | ------ | ---------------- | ------ |
| LAL  | 2016-17 | 82     | 26     | 56     | .317   | 太平洋赛区第四名 | 未進入 |
| LAL  | 2017-18 | 82     | 35     | 47     | .427   | 太平洋赛区第三名 | 未進入 |
| LAL  | 2018-19 | 82     | 37     | 45     | .451   | 太平洋赛区第四名 | 未進入 |
| SAC  | 2019-20 | 72     | 31     | 41     | .431   | 太平洋赛区第四名 | 未進入 |
| SAC  | 2020-21 | 72     | 31     | 41     | .431   | 太平洋赛区第五名 | 未進入 |
| SAC  | 2021-22 | 17     | 6      | 11     | .353   | 開除             | —      |
| 總計 | 總計    | 407    | 166    | 241    | .408   |                  |        |

| 前任： 拜倫·斯科特 | 洛杉矶湖人主教练 2016－2019   | 繼任： 法蘭克·沃格爾 |
| 前任： 大衛·喬格爾 | 沙加緬度國王主教练 2019－2021 | 繼任： 阿尔文·簡崔   |

## 家庭
- NBA传奇巨星比尔·沃顿之子，有三位哥哥。